# 基比图
|  |

基比图（Kibithu）是印度阿鲁纳恰尔邦安娇县的一个城镇，位于中印边境实际控制线附近，周圍有河流察隅河。基比图是印度陆军与中国人民解放军商定的5个中印邊境邊防會談會晤站之一。會晤站用于两军之间的定期磋商和互动，這有助于緩和雙方的緊張局勢。
2021年，中华人民共和国民政部第二批增补藏南地区公开使用地名中将此地命名为打坝（藏語：གཏམས་པ།，罗马字母拼写：Damba）。 